# Wyler (Bern)
Wyler ist ein Quartier der Stadt Bern. Es gehört zu den 2011 bernweit festgelegten 114 gebräuchlichen Quartieren und liegt im Stadtteil V Breitenrain-Lorraine. Der Hauptteil liegt im statistischen Bezirk Breitenrain, das ebenfalls zugehörige kleinere Gelände der SBB im Westen gehört zum statistischen Bezirk Lorraine. Wyler grenzt an die Quartiere Lorraine, Wylergut, Wankdorffeld, Breitfeld und Breitenrain.
Wyler ist die Bezeichnung der Moränenterrasse südlich und nordwestlich vom Breitenrain.
 Auch die Bezeichnung Wylerfeld war für dieses Gelände gebräuchlich und ist es teilweise heute noch (Wylerfeldstrasse). Im Westteil der Wylerfeldstrasse befand sich der provisorische Wylerfeld-Bahnhof, der 1857 bis 1860 der Endpunkt der Eisenbahnlinien von Olten und Thun war, bevor die Rote Brücke über die Aare die Verbindung zum Hauptbahnhof ermöglichte.
Im Jahr 1954 wurde das Wylerfeld zwischen Wylerringstrasse und Standstrasse, Scheibenstrasse und Stauffacherstrasse bebaut mit mehreren Reihenhäusern.
Im Jahr 2022 lebten dort 2399 Einwohner, davon 1801 Schweizer und 598 Ausländer.
Im Norden an der Bahnlinie befindet sich ein Gewerbegebiet (Leineweberei, Spritzwerk, Co-Workingfläche "Innovationsdorf Bern"), im westlichen Teil das SBB-Betriebsrestaurant und die Sensetalbahn AG. Die Wohnbebauung besteht hauptsächlich aus Reihenhäusern. Es gehört zum sogenannten Nordquartier, was durch den Quartierverein Leist Bern Nord vertreten wird.